# Andreas Kreul
Andreas Kreul (* 23. Juni 1961 in Bottrop) ist ein deutscher Kunsthistoriker, Direktor der Sammlung der Karin und Uwe Hollweg Stiftung in Bremen und Honorarprofessor an der Universität Bremen.

## Leben
Kreul studierte Kunstgeschichte, Allgemeine und Vergleichende Literaturwissenschaft und Germanistik an der Ruhr-Universität Bochum (1980–1986), Magister Artium 1986, Dissertation 1988 über Johann Bernhard Fischer von Erlach bei Max Imdahl. Von 1988 bis 1989 war er am Kunstring Folkwang in Essen und von 1989 bis 1992 Wissenschaftlicher Mitarbeiter an der Kunsthalle Bremen. Von 1992 bis 2016 war er Lehrbeauftragter für Kunstgeschichte an der Universität Bremen und von 1992 bis 2012 war er Kustos für die Gemälde des 20. und 21. Jahrhunderts sowie der Skulpturen, Münzen und Medaillen des 16. bis 21. Jahrhunderts an der Kunsthalle Bremen. Seit 2012 ist er Direktor der Sammlung der Karin und Uwe Hollweg Stiftung in Bremen und seit 2016 Honorarprofessor für Kunstgeschichte an der Universität Bremen. Er veröffentlichte zahlreiche Beiträge und kuratierte Ausstellungen zum Barock, zu japanischen Farbholzschnitten, zur klassischen Moderne und zeitgenössischen Kunst, unter anderem zu John Cage, Lovis Corinth, Johann Bernhard Fischer von Erlach, Luca Giordano, Wolfgang Hainke, Richard Hamilton, Martin Honert, Ilya Kabakov, William Kentridge, Max Liebermann, André Masson, Bjørn Melhus, Richard Oelze, Jörg Sasse, Mark Tobey und Wols.

## Publikationen (Auswahl)
- Impressionismus in Deutschland, Sogo Museum of Art, Yokohama; Urasoe Art Museum, Urasoe/Okinawa; Fukuoka Art Museum, Fukuoka; Hyogo Prefectural Museum of Modern Art, Kobe; Seiji Togo Memorial Yasuda Kasai Museum of Art, Tokyo 1990
- Die Akte 101 der Kunsthalle Bremen. Japanische Erwerbungen des Dr. Perzynski / File 101 of the Kunsthalle Bremen. Japanese Acquisitions made by Dr Perzynski, in: Szenen aus dem alten Japan. Japanische Farbholzschnitte aus eigenem Besitz. / Scenes from old Japan. Japanese woodcuts from our own collection, Kunsthalle Bremen, bearb. v. Eiko Kondo, hrsg. v. Andreas Kreul/Siegfried Salzmann, Bremen 1990, S. 252–265 (dt.), S. 266–278 (engl.)
- Lovis Corinth: Die Kindheit des Zeus, 1905/06, in: Von der Idee zum Werk, Arbeitskreises selbständiger Kulturinstitute, Rheinisches Landesmuseum Bonn, Bonn 1991, S. 80–90
- Über die Strenge. Porträts von allerhand Künstlern, Kunsthalle Bremen 1994
- Martin Honert Fotója / Photograph by Martin Honert, in: Európa. Kreáció & re-kreáció. Europe. Creation & Recreation, Kunsthalle Budapest (Műcsarnok), Budapest 1995, S. 28–30; 31–33 (ungar./engl.)
- Luca Giordano. Christus und die Ehebrecherin, Kunsthalle Bremen 1995
- Regimen rerum und Besucherregie. Der Prunksaal der Hofbibliothek in Wien * Zwischen Pathos und Neuordnung. Die Fischer von Erlach-Monographien von Albert Ilg, in: Fischer von Erlach und die Wiener Barocktradition, hrsg. v. Friedrich Polleroß, Wien: Böhlau Verlag 1995, S. 210–228; 389–403
- Graue Natur in bunter Theorie. Notizen zum persönlichen Impressionismus in den Schriften Max Liebermanns, in: „Nichts trügt weniger als der Schein“ Max Liebermann – der deutsche Impressionist, München: Hirmer Verlag 1995, S. 96–102
- Die Kollegienkirche Johann Bernhard Fischer von Erlachs in Salzburg. Zum Verhältnis von Gemeinde- und Altarraum. Überlegungen im Anschluß an Leibniz. In: Religion und Religiosität im Zeitalter des Barock [=Wolfenbütteler Arbeiten zur Barockforschung, Bd. 25], hrsg. v. Dieter Breuer; Barbara Becker-Cantarino; Heinz Schilling; Walter Sparn, Verlag Otto Harrassowitz, Wiesbaden 1995, Bd. 1, S. 305–330.
- John Cage. Essay, Kunsthalle Bremen 1998
- „To convert a place into a state of mind“. Gordon Matta-Clark und Johann Bernhard Fischer von Erlach, in: Barockberichte 18/19, Salzburg 1998, S. 128–133
- Ireland • Romantische Scheiße. Landscapes, in: Richard Hamilton – Subject to an Impression, Kunsthalle Bremen 1998, S. 36–47; 72–81
- Ilya Kabakov: Der metaphysische Mensch, Kunsthalle Bremen 1998
- Doppelgänger. Repliken und ‚andere Originale‘ zu Werken aus der Kunsthalle Bremen, Kunsthalle Bremen 1999
- Allegorien des blinden Flecks. Zu den neueren Bildern von Jörg Sasse, in: Unschärferelationen. Fotografie als Dimension der Malerei, hrsg. v. Stephan Berg/René Hirmer/Bernd Schulz, Kunstverein Freiburg im Marienbad, Freiburg im Breisgau/Kunstmuseum Heidenheim/Stadtgalerie Saarbrücken 1999/2000, Ostfildern-Ruit: Hatje Cantz Verlag 2000, S. 89–90
- Times are changing – Auf dem Wege! Aus dem 20. Jahrhundert! Eine Auswahl von Werken der Kunsthalle Bremen 1950–2000, Kunsthalle Bremen 2000
- Gesichte der Schrift. Anmerkungen zu den Wortskizzen Richard Oelzes, in: Die Söhne des Junggesellen. Richard Oelze. Einzelgänger des Surrealismus, Kunsthalle Bremen/Ostfildern-Ruit: Hatje Cantz Verlag 2000, S. 56–63
- „Kauft Hokusai. Kunsthalle“. Die Sammlung japanischer Farbholzschnitte und andere ‚asiatische Themen‘ in der Kunsthalle Bremen. In: Bremen – Ostasien. Eine Beziehung im Wandel. 100 Jahre Ostasiatischer Verein Bremen. hrsg. v. Hartmut Roder, Hauschild Verlag: Bremen 2001, S. 312–319
- „Das Maß der Handfläche ist heilig“. Wols – Aquarelle, Zeichnungen und Druckgraphik 1936 – 1949. Eine Ausstellung anläßlich des 50. Todestages. Die Sammlung Karin Hollweg, Kunsthalle Bremen 2001
- Der Kontrakt des Betrachters. Unvergleichliche Perspektiven im Anschluß an die Barockarchitektur des Johann Bernhard Fischer von Erlach, in: Eine barocke Party. Augenblicke des Welttheaters in der zeitgenössischen Kunst. Dinos und Jake Chapman, Wim Delvoye, Ulrike Grossarth, Yvonne Rainer, Sam Taylor-Wood und Paul Thek, hrsg. v. Sabine Folie/Michael Glasmeier, Kunsthalle Wien 2001, S. 64–81
- Arbeiten am Bild, in: Jörg Sasse. Arbeiten am Bild, Kunsthalle Bremen, München: Schirmer/Mosel Verlag 2001, S. 13–19
- Klänge der Inneren Auges. Mark Tobey • Morris Graves • John Cage . Exzerpte aus Beiträgen beim letzten Treffen Pazifische Freundschaften der Satie Society, in: Klänge der Inneren Auges. Mark Tobey • Morris Graves • John Cage, Kunsthalle Bremen, München: Schirmer/Mosel Verlag 2002, S. 54–69
- Farbe ist Feuer. Die Sammlung Karin & Uwe Hollweg, Bremen: Verlag H. M. Hauschild 2002
- Sounds of the Inner Eye. Mark Tobey • Morris Graves • John Cage. Excerpts from papers presented at a Pacific Friendships meeting of the Satie Society, in: Sounds of the Inner Eye. Mark Tobey • Morris Graves • John Cage, Museum of Glass. International Center for Contemporary Art, Tacoma, Seattle/London: University of Washington Press 2002, S. 54–77
- „Surrender Dorothy“. Einige Anmerkungen zum Film 'Weit Weit Weg' von Bjørn Melhus, in: Bjørn Melhus – Video, hrsg. v. Wulf Herzogenrath/Anne Buschhoff, Kunsthalle Bremen/lothringer13/halle – Ort für aktuelle Kunst und neue Medien, München, Bremen: Verlag H. M. Hauschild 2002, S. 44–71 (dt./engl.)
- Prophetisches Licht. Erfahrungen vor einigen Bildern von Mark Tobey, in: Unaussprechlich schön. Das mystische Paradoxon in der Kunst des 20. Jahrhunderts, Kunsthalle Erfurt 2003, S. 339–344 (dt.), 346–349 (engl.)
- Rilke. Worpswede. Eine Ausstellung als Phantasie über ein Buch, Kunsthalle Bremen 2003
- air flow. Aufsätze zur Kunst, hrsg. v. Selmar Feldman, Köln: Salon Verlag 2004
- Barock als Aufgabe, Wiesbaden: Otto Harrassowitz 2005
- Johann Bernhard Fischer von Erlach. Regie der Relation. Mit einem Verzeichnis der plastischen und architektonischen Werke, einer umfangreichen Bibliographie sowie neuen Farbphotographien der Bauwerke von Georg Parthen, Salzburg: Anton Pustet Verlag 2006
- The Street of Shattered Schemes. Ein Tagebuch • Über die Strenge, in: Visions & Re-Visions on the Boulevard of Broken Dreams, hrsg. v. Wolfgang Hainke, H & H Schierbrok Edition 2006, S. 260–321; 358–365
- Eyebeam, in: There is no rewind button for life. Hommage für Nam June Paik, hrsg. v. Wulf Herzogenrath/Andreas Kreul, Köln: DuMont Kunst- und Literaturverlag 2007, S. 80–81
- Szenen aus dem alten Japan. Die ukiyo-e-Sammlung der Kunsthalle Bremen, hrsg. v. Wulf Herzogenrath/Andreas Kreul, bearb. v. Andreas Kreul/Thomas Schrader, Stiftung Kunstforum der Berliner Volksbank/Kunsthalle Bremen 2008
- Sammlung. Karin und Uwe Hollweg, Köln: DuMont Verlag 2011
- [Stille und andere Geräusche, re:] Hamlet de Brooklyn. Conversing with(e-)out …, in: „John Cage und … Bildender Künstler – Einflüsse und Anregungen“, hrsg. v. Wulf Herzogenrath/Barbara Nierhoff-Wielk, Köln: DuMont Verlag 2012, S. 272–289
- A Whale of a View. Ein Strandungsbericht zum W(H)/ALE-Projekt von Wolfgang Hainke / Ein Tagebuch zum W(H)/ALE-Projekt von Wolfgang Hainke, in: W(H)/ALE – ON VIEW. Auftauchen/Abtauchen – Vom Verschwinden lassen als Prinzip, hrsg. v. Wolfgang Hainke, Bremen: H & H Schierbrok Edition 2015, S. 520–638; 647–666